# Seil

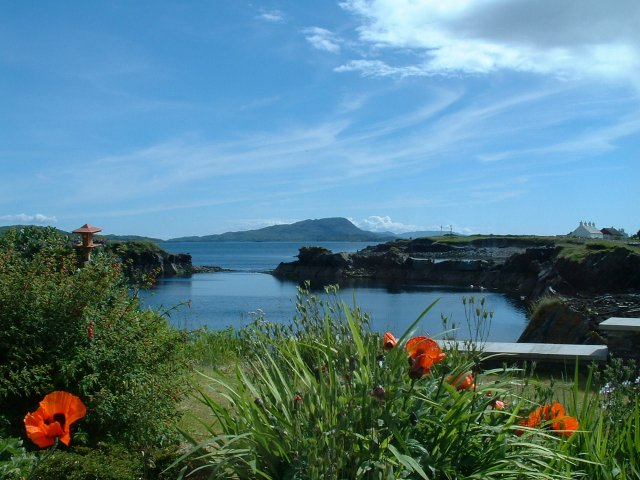
Vista dal villaggio di Ellenabeich verso Easdale Sound e l'isola di Scarba.

Seil (in scozzese: Saoil) è una piccola isola ad est del Firth of Lorn, nell'arcipelago delle Ebridi interne, a circa 7 chilometri da Oban, in Scozia. Costituisce il sottogruppo delle isole Slate.
Seil sin dal 1792 è stata collegata alla terraferma attraverso il Clachan Bridge, costruito dall'ingegnere Robert Mylne. Conosciuto anche col nome di Ponte sull'Atlantico, il ponte è ancora oggi utilizzato ed in estate si presenta ricoperto da moltissimi fiori viola (Erinus alpinus) che lo rendono caratteristico per il paesaggio dell'area.
Il principale insediamento dell'isola di Seil è il villaggio di Ellenabeich, dove sono state girate alcune parti del film Ring of Bright Water. Il luogo è noto anche a livello geologico in quanto sino al XIX secolo è stato utilizzato anche come cava di pietre. Un altro villaggio dell'isola è Balvicar. Dei battelli salpano da Ellenabeich verso Easdale, e da Cuan verso l'isola di Luing.
L'isola è ricca anche di animali selvatici che la popolano come l'Aquila chrysaetos e l'Haliaeetus albicilla.
L'isola è divenuta famosa per essere stata per lungo tempo residenza di Frances Shand Kydd, madre della principessa Diana del Galles.